# Carga genética
A carga genética é a diferença entre a aptidão de um genótipo médio em uma população e a aptidão de algum genótipo de referência, que pode ser o melhor presente em uma população ou pode ser o genótipo teoricamente ótimo. O indivíduo médio retirado de uma população com baixa carga genética geralmente, quando cultivado nas mesmas condições, terá mais descendentes sobreviventes do que o indivíduo médio de uma população com alta carga genética.   A carga genética também pode ser vista como aptidão reduzida no nível populacional em comparação com o que a população teria se todos os indivíduos tivessem o genótipo de alta aptidão de referência.  A alta carga genética pode colocar uma população em risco de extinção.

## Fundamentos
Considere n genótipos {\displaystyle \mathbf {A} _{1},\dots ,\mathbf {A} _{n}}, que têm as aptidões {\displaystyle w_{1},\dots ,w_{n}} e frequências {\displaystyle p_{1},\dots ,p_{n}}, respectivamente. Ignorando a seleção dependente da frequência, a carga genética {\displaystyle L} pode ser calculada como:
{\displaystyle L={{w_{\max }-{\bar {w}}} \over w_{\max }}}
Onde {\displaystyle w_{\max }} é um ótimo teórico ou a máxima aptidão observada na população. Ao calcular a carga genética, {\displaystyle w_{1}\dots w_{n}} deve ser realmente encontrado em pelo menos uma única cópia na população, e {\displaystyle {\bar {w}}} é a aptidão média calculada como a média de todas as aptidões ponderadas por suas frequências correspondentes:
{\displaystyle {\bar {w}}={\sum _{i=1}^{n}{p_{i}w_{i}}}}
onde o iésimo genótipo é {\displaystyle \mathbf {A} _{i}} e tem a aptidão e frequência {\displaystyle w_{i}} e {\displaystyle p_{i}} respectivamente.
Um problema com o cálculo da carga genética é que é difícil avaliar o genótipo teoricamente ótimo ou o genótipo de ajuste máximo realmente presente na população.  Isso não é um problema em modelos matemáticos de carga genética, ou para estudos empíricos que comparam o valor relativo da carga genética em um cenário com a carga genética em outro.

## Causas

### Mutação deletéria
A carga de mutação deletéria é o principal fator que contribui para a carga genética em geral.  O teorema de Haldane-Muller do equilíbrio mutação-seleção diz que a carga depende apenas da taxa de mutação deletéria e não do coeficiente de seleção.  Especificamente, em relação a um genótipo ideal de aptidão 1, a aptidão média da população é {\displaystyle \exp(-U)} onde U é a taxa de mutação deletéria total somada em muitos sítios independentes. A intuição para a falta de dependência do coeficiente de seleção é que enquanto uma mutação com efeitos mais fortes causa mais danos por geração, seu dano é sentido por menos gerações.
A alta carga pode levar a um pequeno tamanho populacional, o que, por sua vez, aumenta o acúmulo de carga de mutação, culminando na extinção por meltdown mutacional.  

#### Mutação benéfica
Em populações suficientemente carregadas geneticamente, novas mutações benéficas criam genótipos mais aptos do que aqueles previamente presentes na população. Quando a carga é calculada como a diferença entre o genótipo mais apto presente e a média, isso cria uma carga substitucional. A diferença entre o máximo teórico (que pode não estar realmente presente) e a média é conhecida como "carga de atraso".  O argumento original de Motoo Kimura para a teoria neutra da evolução molecular era que se a maioria das diferenças entre as espécies fosse adaptativa, isso excederia o limite de velocidade para adaptação estabelecido pela carga substitucional.  No entanto, o argumento de Kimura confundiu a carga de defasagem com a carga substitucional, usando a primeira quando é a última que de fato define a taxa máxima de evolução por seleção natural. 
Modelos mais recentes de "onda viajante" de adaptação rápida derivam um termo chamado "liderança" que é equivalente à carga substitucional e descobrem que é um determinante crítico da taxa de evolução adaptativa.  

### Endogamia
A endogamia aumenta a homozigosidade. No curto prazo, um aumento na endogamia aumenta a probabilidade de os descendentes obterem duas cópias de alelos deletérios recessivos, diminuindo a aptidão por meio da depressão endogâmica.  Em uma espécie que consangue habitualmente, por exemplo, por autofecundação, os alelos deletérios recessivos são eliminados.  

### Recombinação/segregação
Combinações de alelos que evoluíram para funcionar bem juntos podem não funcionar quando recombinadas com um conjunto diferente de alelos coevoluídos, levando à depressão por exogamia. A carga de segregação ocorre na presença de superdominância, ou seja, quando os heterozigotos são mais aptos do que qualquer um dos homozigotos. Nesse caso, o genótipo heterozigoto é quebrado pela segregação mendeliana, resultando na produção de descendentes homozigotos. Portanto, há carga de segregação, pois nem todos os indivíduos possuem o genótipo teórico ótimo. A carga de recombinação surge através de combinações desfavoráveis em vários loci que aparecem quando os desequilíbrios de ligação favoráveis são quebrados.  A carga de recombinação também pode surgir pela combinação de alelos deletérios sujeitos a epistasia sinérgica, ou seja, cujo dano em combinação é maior do que o previsto ao considerá-los isoladamente. 

### Migração
A carga de migração é o resultado de organismos não nativos que não estão adaptados a um ambiente específico entrando nesse ambiente. Se eles cruzarem com indivíduos adaptados a esse ambiente, seus descendentes não serão tão aptos quanto seriam se ambos os pais estivessem adaptados a esse ambiente específico.    A carga de migração também pode ocorrer em espécies que se reproduzem assexuadamente mas, neste caso, a eliminação de genótipos de baixa aptidão é mais direta.